# Perry Chen
Perry Chen (Nova Iorque, 15 de julho de 1976) é um artista e empresário norte-americano. Em 2013, apareceu na lista de 100 pessoas mais influentes do ano pela Time.